# クリスティアン・ヴィルヘルム・フォン・ブランデンブルク
クリスティアン・ヴィルヘルム・フォン・ブランデンブルク（ドイツ語：Christian Wilhelm von Brandenburg, 1587年8月28日 - 1665年1月1日）は、マグデブルク大司教領総督（在位：1598年 - 1631年）。

## 生涯
クリスティアン・ヴィルヘルムはブランデンブルク選帝侯ヨアヒム・フリードリヒとその最初の妃カタリーナ・フォン・ブランデンブルク＝キュストリンの息子である。1598年にマグデブルク大司教領の総督とされた。しかしこの選出は皇帝の承認を得ていなかったため、マグデブルクはクリスティアン・ヴィルヘルムを支配者として認めなかった。1614年、ハルバーシュタットの補佐官となり、1624年にはハルバーシュタット総督となった。三十年戦争においてクリスティアン・ヴィルヘルムはデンマークと同盟を結んだ。1626年、デッサウ橋の戦いにニーダーザクセンから軍隊を率いて参加した。ヴァレンシュタインがこの戦いに勝利した後、クリスティアン・ヴィルヘルムは国外に逃亡した。1629年、クリスティアン・ヴィルヘルムはスウェーデン王グスタフ2世アドルフの宮廷に逃亡した。
1630年にドイツに帰還した。1631年にマグデブルクの大司教座聖堂参事会は正式にクリスティアン・ヴィルヘルムを退任させた。スウェーデンは、クリスティアン・ヴィルヘルムが大司教領を再び獲得しようとする際には支援することを約束した。しかし再獲得は失敗し、クリスティアン・ヴィルヘルムは1631年のマクデブルク包囲戦で重傷を負った。クリスティアン・ヴィルヘルムはパッペンハイム伯の陣に収容され傷の手当てが行われ、イエズス会士からカトリックに改宗するよう説得され、最終的にカトリックに改宗し釈放された。1635年のプラハ条約により、クリスティアン・ヴィルヘルムはマクデブルク大司教領、ローブルクおよびツィンナの歳入から年間12,000ターラーを受け取った。1651年、クリスティアン・ヴィルヘルムはボヘミアのノヴィー城を購入した。1665年にツィンナ修道院で死去した。

## 結婚と子女
1615年1月1日にヴォルフェンビュッテルにおいて、ブラウンシュヴァイク＝ヴォルフェンビュッテル公ハインリヒ・ユリウスの娘ドロテアと結婚し、1女が生まれた。
- ゾフィー・エリーザベト（1616年 - 1650年） - 1638年にザクセン＝アルテンブルク公フリードリヒ・ヴィルヘルム2世と結婚

1650年2月22日にプラハにおいて、ヤロスラフ・ズ・マルティニツの娘バルバラ・オイゼビア（1656年没）と結婚した。
1657年5月28日にプラハにおいて、ヴァイヒャルト・フォン・ザルム＝ノイブルクの娘マクシミリアーネ（1608年 - 1683年）と結婚した。